# Série 2600 da CP
Nota: Não confundir com a Série 2620, também da Companhia dos Caminhos de Ferro Portugueses.
A Série 2600 (9 0 94 0 382601-1 a 9 0 94 0 382612-8), também conhecida como Nez-Cassé, corresponde a um tipo de locomotiva elétrica de bitola ibérica, que está ao serviço da Companhia dos Caminhos de Ferro Portugueses e da sua sua sucessora, a empresa Comboios de Portugal.

## História

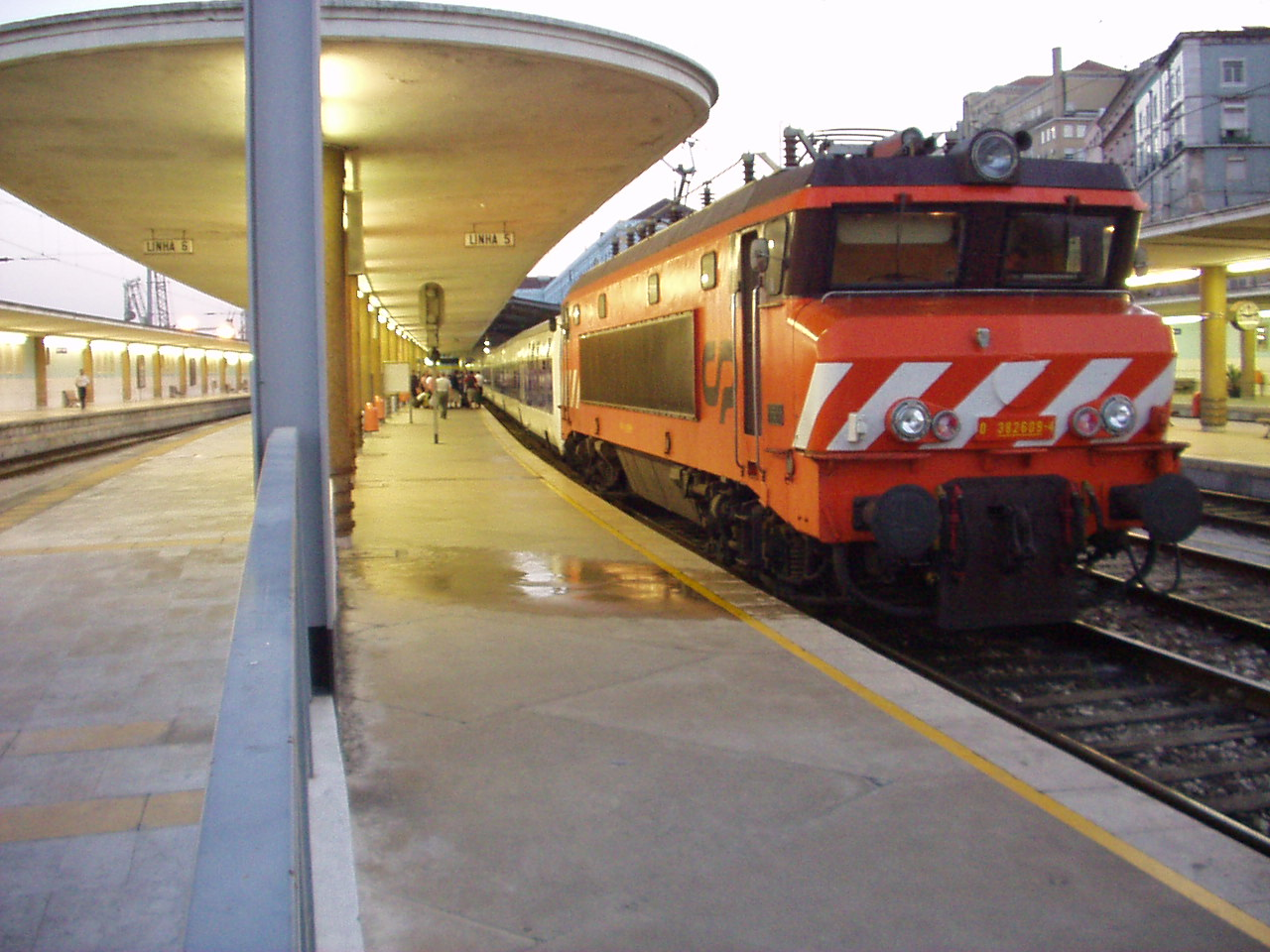
Locomotiva 2609-4 com um Lusitânia Comboio Hotel em Lisboa - Santa Apolónia, em 2002.

### Construção
Foram fabricadas nas instalações da Alsthom em Belfort, entre 1974 e 1975.

### Serviço
Em 15 de Maio de 1982, a locomotiva 2611 rebocou uma composição especial, organizada pela operadora Caminhos de Ferro Portugueses para transportar o Papa João Paulo II desde Coimbra a Porto-Campanhã, tendo o restante percurso  até Braga sido realizado com locomotiva diesel.
Na década de 1980, estas locomotivas já tinham ultrapassado os seus problemas iniciais e revelado um excelente comportamento de serviço, pelo que a a empresa Caminhos de Ferro Portugueses, para reforçar o seu parque de material motor, encomendou mais nove unidades semelhantes, que foram consideradas como um prolongamento da Série 2600, recebendo por isso os números de 2621 a 2629. As novas locomotivas foram construídas em 1987.
Em 13 de Novembro de 2000, foram inaugurados dois serviços Alfa Pendular entre Lisboa e o Porto em cada sentido, substituindo comboios de carruagens, que eram normalmente rebocadas por locomotivas da Série 2600.

### Abate e reintrodução ao serviço
As locomotivas desta série foram abatidas ao serviço em 2012.
Em 27 de Junho de 2019, o governo autorizou um plano de renovação da empresa Comboios de Portugal, que contemplou um aumento na frota de material circulante, através da recuperação dos veículos anteriormente abatidos ao serviço. Uma das séries englobadas neste programa foi a 2600, da qual existiam 21 locomotivas encostadas no Entroncamento, 19 delas com capacidade para voltar a funcionar após a sua certificação.

## Descrição

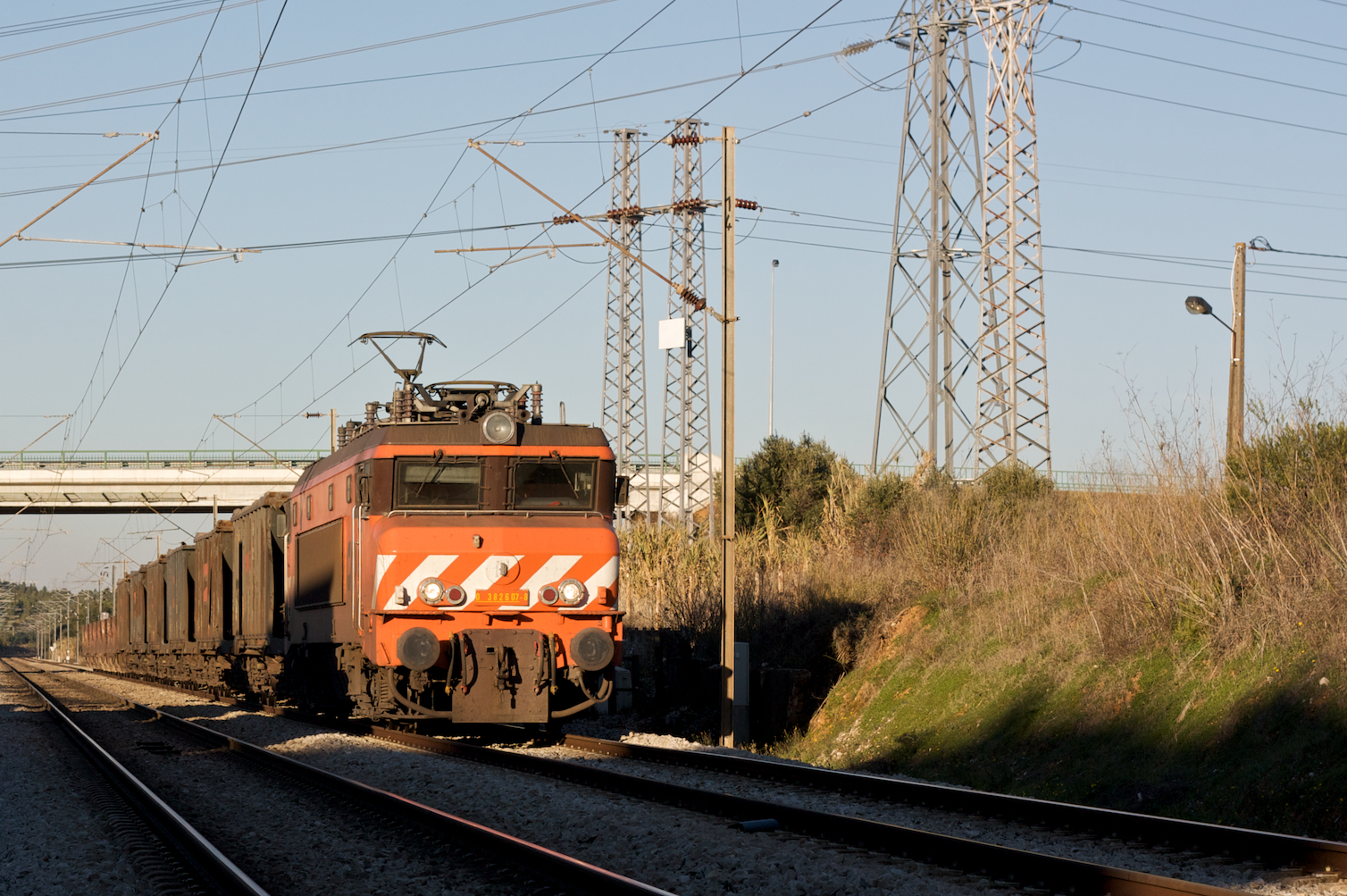
Locomotiva 2607, a rebocar uma composição de mercadorias na Linha do Norte.

Esta Série era composta por doze locomotivas, numeradas de 2601 a 2612, de bitola ibérica (1668 mm). Baseadas no tipo CP 6 da Alsthom, eram consideradas um modelo híbrido das Séries francesas BB 17000, das quais recebeu as partes eléctricas, e BB 15000, das quais herdou as caixas, devidamente modificadas na sua parte central para poder albergar equipamentos diferentes. Tal como a Série BB 17000, tinham motores de tracção de corrente contínua e rectificadores de silício, mas ao contrário das suas predecessoras, tinham apenas um motor de tracção por bogie.
Usavam tracção eléctrica, com uma tensão de 25 kV 50Hz Cada unidade dispunha de uma potência nominal de 2870 kW, e o peso em ordem de marcha era de 78 T. Cada locomotiva tinha dois motores do tipo TAB 660 A1, de corrente contínua. A relação de transmissão era de 1,88 em grande velocidade, ou 2,87 em pequena velocidade. O esforço de tracção no arranque era de 205 kN em grande velocidade, e de 245 kN em pequena velocidade. Os rodados tinham uma disposição em Bo′Bo′, e as rodas tinham um diâmetro de 1140 mm.
Lateralmente ao motor, existia um redutor de velocidade, para transmitir o movimento dos rodados, com um sistema que permitia que a locomotiva funcionasse em dois regimes diferentes, sendo a mudança entre os regimes feita pelo maquinista com a locomotiva parada. O primeiro, de grande velocidade, era normalmente utilizado em comboios de passageiros, e permitia uma velocidade de 160 km/h, enquanto que o segundo, de pequena velocidade, era empregue nos serviços de mercadorias e atingia apenas os 100 km/h. Em testes de velocidade feitos em 1975, uma destas locomotivas alcançou uma velocidade de 175 km/h, junto a Ovar; no entanto, devido às limitações impostas pelo traçado das vias, as velocidades máximas nessa altura não excediam os 140 km/h.

### Serviços
Estas locomotivas fizeram serviços de passageiros, como Alfas, InterCidades, e o Sud Expresso. Em Abril de 1993, uma destas locomotivas estava a rebocar o rápido internacional, originário do Porto, que se iria incorporar ao Sud Expresso na Pampilhosa. Nos últimos anos, também foram responsáveis pela tracção de comboios de mercadorias.

## Ficha técnica
- Dados de exploração
  - Ano de entrada ao serviço: 1974[9][7]
  - Ano de saída ao serviço: 2012[7]

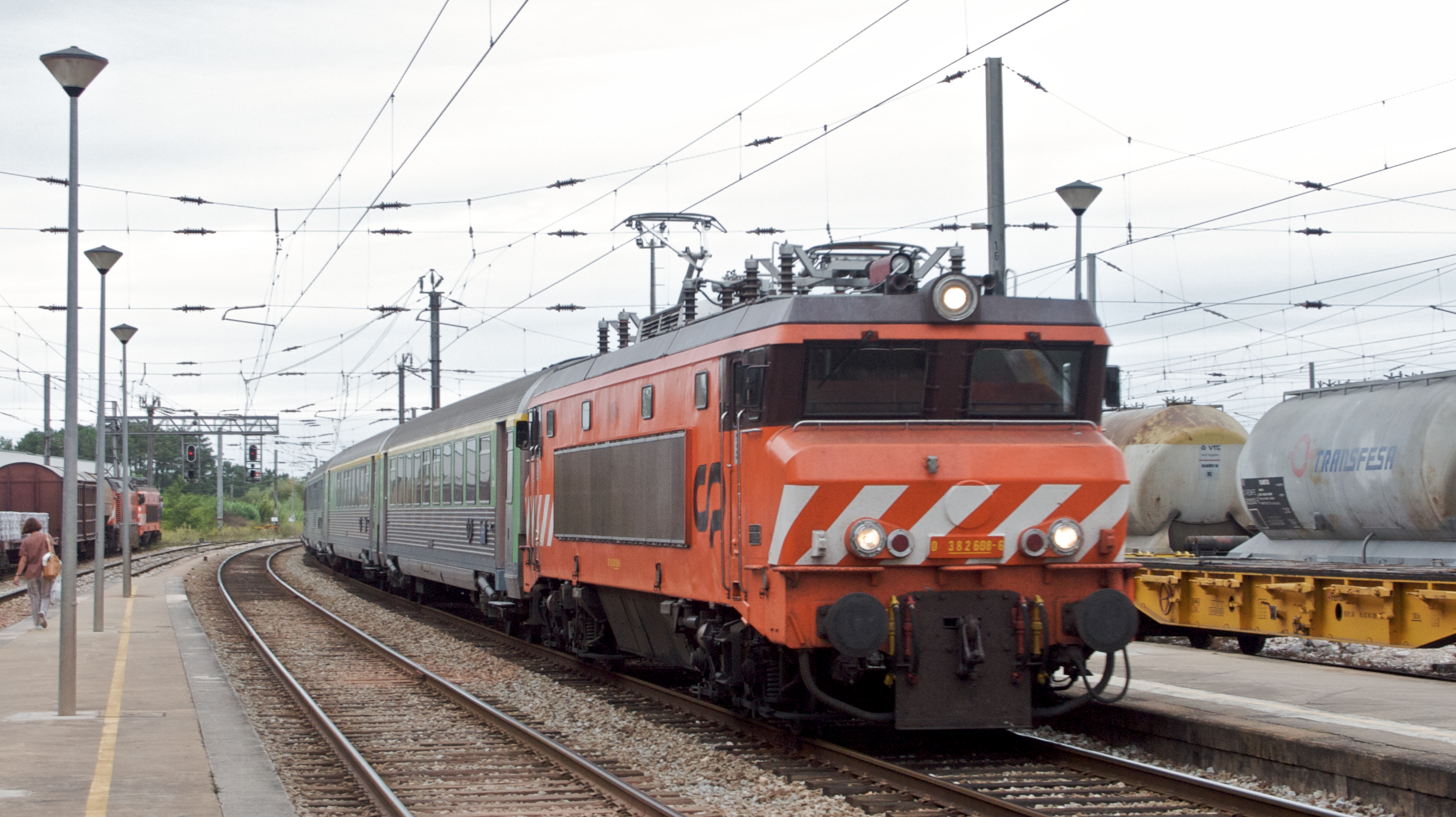
Locomotiva 2608 com um serviço InterCidades, na Estação de Pampilhosa.

  - Ano de reentrada parcial ao serviço: 2020[2]
  - Bitola de via: 1668 mm[9]
  - Número de unidades construídas: 12[7]
  - Tipo de Tração: Elétrica[9]
- Fabricantes
  - Motores: Alsthom[13]
  - Partes mecânicas: Alsthom[13]
  - Transmissão: Alsthom[13]
- Informações gerais
  - Tipo de locomotiva (construtor): CP 6[9]
  - Potência nominal (rodas) 2870 kW[9][7]
    - Disposição dos rodados: Bo′Bo′[7]
    - Diâmetro das rodas (novas): 1140 mm[9]
    - Relação de transmissão: 1,88 (em grande velocidade) ou 2,87 (em pequena velocidade)[9]
    - Tensão de Catenária: 25 kV ~ 50 Hz[9][7]

  - Dados de funcionamento
    - Velocidade máxima: 160 km/h (em regime de grande velocidade)[9]
    - Esforço de tração:
      - No arranque: 205 kN (em grande velocidade) ou 245 kN (em pequena velocidade)[9]
- Pesos
  - Em ordem de marcha: 78 t[9]
- Equipamento elétrico de tração:
  - Tipo: TAB 660 A1[9]
  - Número: 2[9]

### Lista de material
| :  | qt. | estado       |
| -- | --- | ------------ |
| ✔︎  | 8   | ao serviço   |
| ⛛︎  | 1   | abatida      |
| ⚒︎  | 3   | em reparação |
| 12 | 12  | (total)      |

| №    | : | a       | observações |
| ---- | - | ------- | --- |
| 2601 | ⚒︎ | 2020    | Locomotiva retirada de serviço entre 2010 e 2020. Aguarda rodados.                                                                                 |
| 2602 | ✔︎ | 2021    | Locomotiva retirada de serviço entre 2011 e 2021. Entrada ao serviço a 19/03/2021. Com farol central LED de tamanho reduzido (similar às 2620).    |
| 2603 | ✔︎ | 2022    | Desativada entre 2011 e 2021. Entrada ao serviço a 02/07/2022. Com farol central LED de tamanho reduzido (similar às 2620).                        |
| 2604 | ⚒︎ | 2022    | [carece de fontes?] |
| 2605 | ✔︎ | 2021    | Locomotiva retirada de serviço entre 2011 e 2020. Com farol central LED de tamanho reduzido (similar às 2620).                                     |
| 2606 | ⛛︎ | 2022    | Aguarda reparação.[carece de fontes?] |
| 2607 | ✔︎ | 2022.07 | Locomotiva retirada de serviço entre 2011 e 2021. Em serviço desde Janeiro 2021.                                                                   |
| 2608 | ⚒︎ | 2022    | [carece de fontes?] |
| 2609 | ✔︎ | 2022    | Esteve encostada entre 10 Mai 2010 e 16 Set 2022. Equipada com linha de comando de portas das carruagens.[carece de fontes?]                       |
| 2610 | ✔︎ | 2021    | Desativada entre 2011 e 2021 Com farol central LED de tamanho reduzido (similar às 2620).                                                          |
| 2611 | ✔︎ | 2020.12 | Locomotiva retirada de serviço entre 2011 e 2020. Em serviço desde Dezembro 2020. Equipada com limpa-vidros eléctricos.                            |
| 2612 | ✔︎ | 2022.01 | Desactivada entre 2011 e 2021. Com farol central LED de tamanho reduzido (similar às 2620). Com comando centralizado de portas.[carece de fontes?] |